# Mõigu
Mõigu est un quartier du district de Kesklinn à Tallinn en Estonie.

## Géographie
En 2019, Mõigu  compte 337 habitants.
Sa superficie est de 0,7 km2.
Le quartier est limitrophe de Ülemiste, Ülemistejärve et Rae.
Les rues du quartier sont Juhtme tänav, Kaabli tänav, Kanali tee, Korgi tänav, Lambi tänav, Lüli tänav, Mõigu tänav, Oomi tänav, Tartu maantee, Vana-Tartu maantee et Vati tänav.

## Population
| 2008 | 2010 | 2011 | 2012 | 2013 | 2014 |
| ---- | ---- | ---- | ---- | ---- | ---- |
| 353  | 354  | 358  | 373  | 365  | 377  |

| 2015 | 2016 | 2017 | 2018 | 2019 | 2020 |
| ---- | ---- | ---- | ---- | ---- | ---- |
| 368  | 385  | 390  | 375  | 337  | 331  |

| 2021 | 2022 | - | - | - | - |
| ---- | ---- | - | - | - | - |
| 345  | 342  | - | - | - | - |

## Lieux et monuments
Le lac Pühamäe et le cimetière de Mõigu (et) se trouvent dans le territoire de Mõigu.
Mõigu est traversé par le canal Vaskjala-Ülemiste et par le ruisseau Kurna (et) qui part du marais de Kurna et se jette dans le lac Ülemiste.

## Galerie

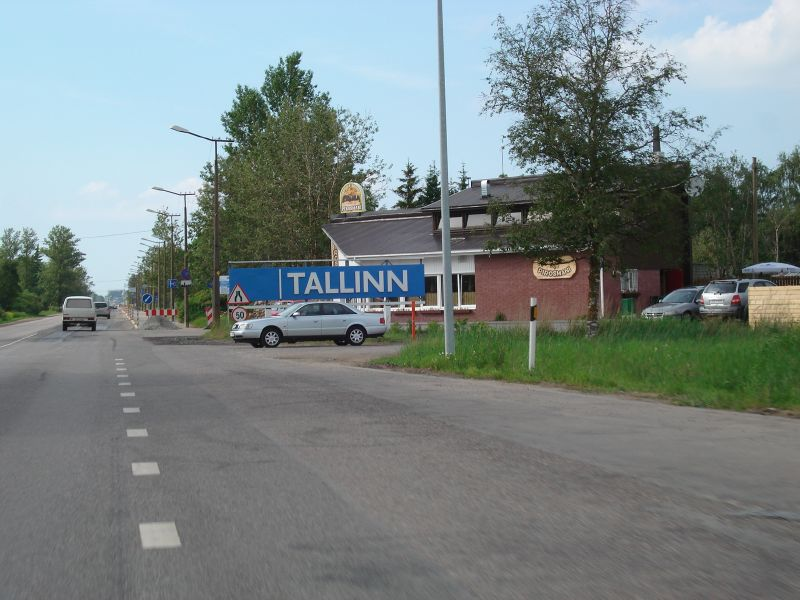
Frontière  de Tallinn.
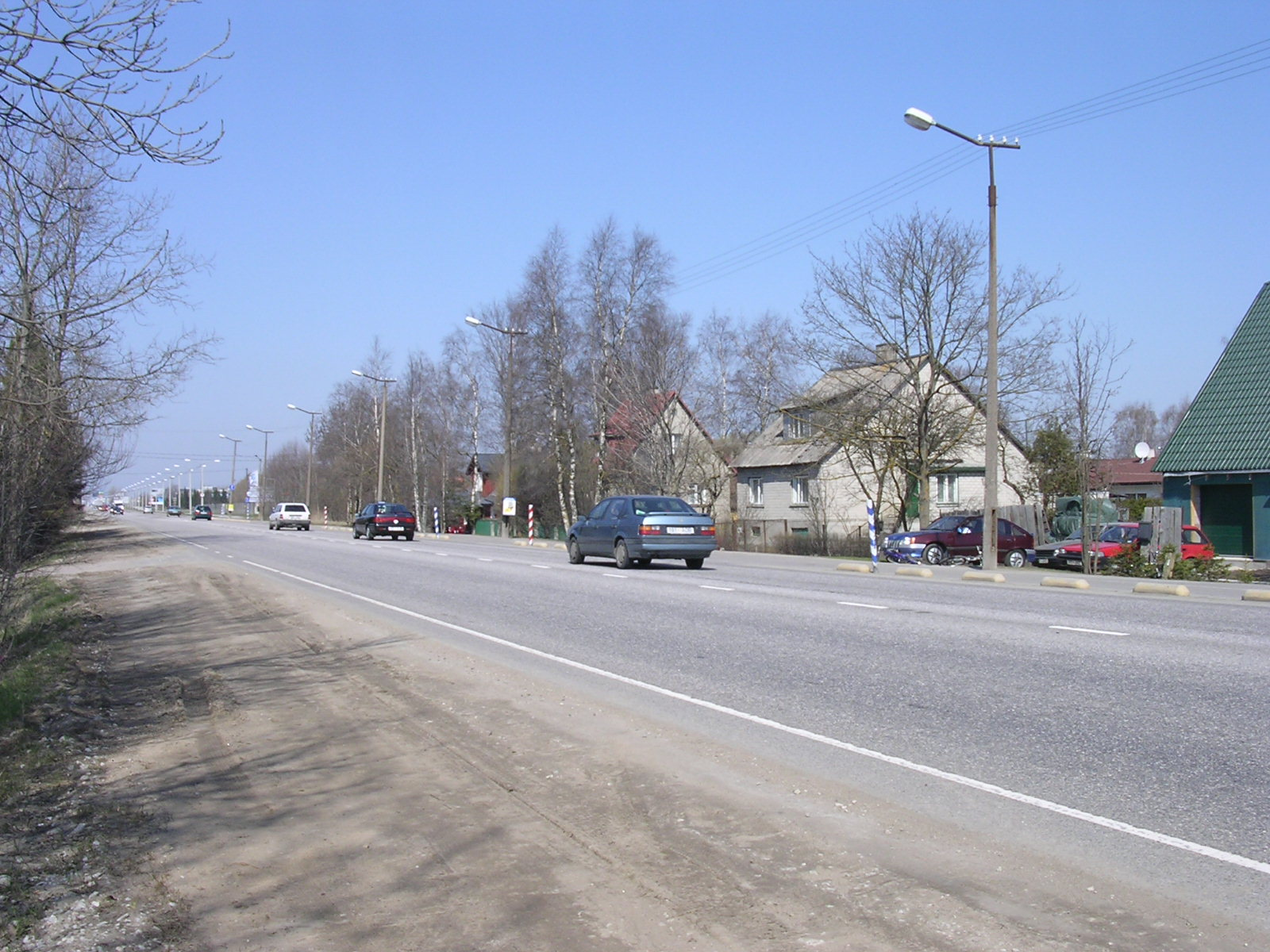
Tartu maantee à Mõigu.
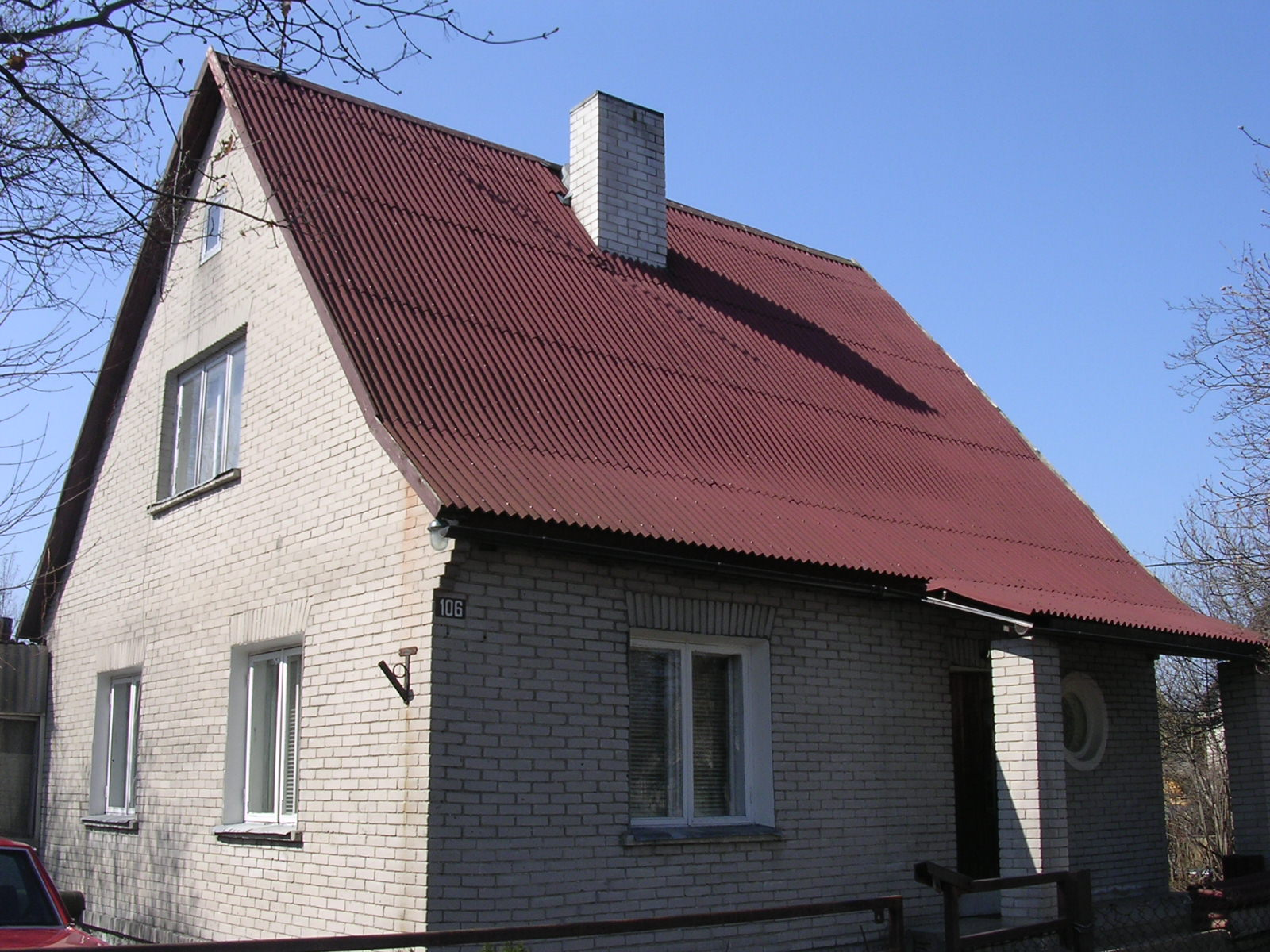
Tartu maantee à Mõigu.
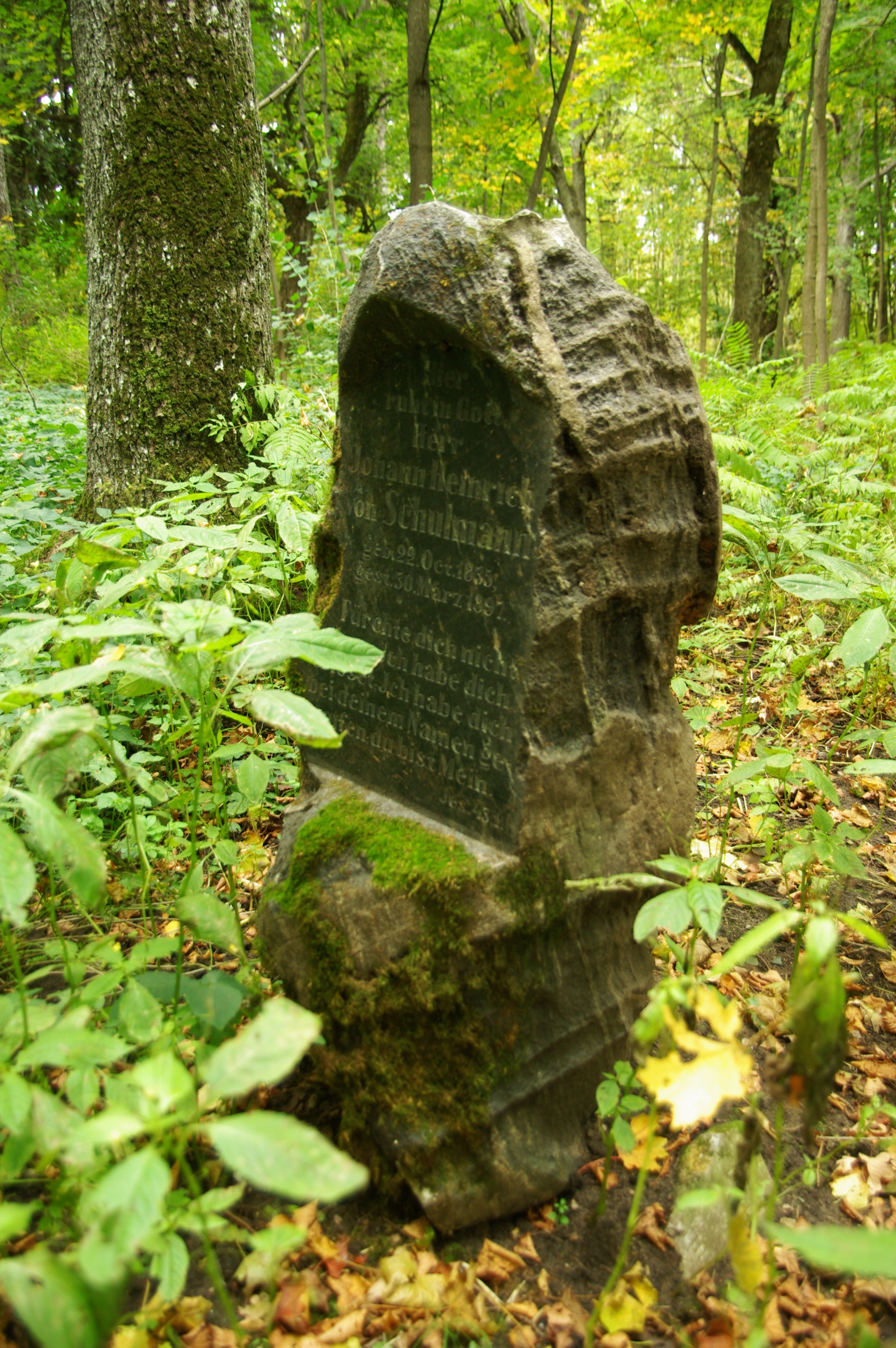
Cimetière de Mõigu.